# 長野日報
長野日報（ながのにっぽう）は、株式会社長野日報社が長野県南信の諏訪地方および上伊那地方で発行する地方新聞。日本新聞協会および全国郷土紙連合加盟社。

## 概要
ブランケット判の朝刊紙で、公称部数5万8000部（2009年）。諏訪地方を対象とした「諏訪版」（隣接する山梨県北杜市の一部を含む）および上伊那地方を対象とした「伊那版」の2版を発行し、両版で面建てが異なる。全国ニュースについては時事通信社の配信を受けているほか、読売新聞社の地域紙記事写真配信サービスにも加盟している。
伊那市、長野市、東京都中央区に支社、茅野市、岡谷市に総支局および総局、富士見町、駒ヶ根市、辰野町、松本市に支局を置き、関連企業として株式会社長野ピーアール（広告代理業）、株式会社日報ツーリスト（旅行業）、日報販売有限会社（新聞販売業）の各社を持つ。「諏訪湖マラソン」、「長野文学賞」（2008年終了）、「信州書道展」などの地域事業を主催している。
県紙の信濃毎日新聞社やタブロイド判地域紙の岡谷市民新聞社と競合する中、「地域第一主義」をかかげており、地域面は市町村別に面を分割して、行政や年中行事など市町村の地域の話題を数多く掲載している。出資比率が全体の10%を超える大株主はおらず、紙面で特定の政治的な主義主張を展開するケースはみられない。「おくやみ」欄では本人の顔写真に加え、遺族の希望に応じて配偶者や子どもの来歴などを細かく紹介している。

## 歴史

### 戦前
1901年（明治34年）6月15日、月刊紙『諏訪新報』として長野県諏訪郡上諏訪町（現・諏訪市）で創刊した。翌1902年、競合紙の『信濃新聞』を合併して『南信評論』と改題し、のち旬刊から週刊発行に変更。1904年、修文館印刷所（上諏訪町角間）に本社を置いたあと、同町末広町に本社屋を新築し移転。週刊から月6回発行とした。1905年、『南信日日新聞』（なんしんにちにちしんぶん）に改題。1908年2月には、日本初のスケート競技大会となった「諏訪湖一周スケート大会」を開催した。
満州事変後行われた新聞統制によって、南信日日新聞は1939年、諏訪地方の『南信毎日新聞』(旧)、『信濃民友新聞』、『高原日日新聞』、『湖竜日報』の各紙と合併したあと（第1次統合）、『信陽新聞』および『岡谷毎夕新聞』の両紙とも合併（第2次統合）し、『南信毎日新聞』に改題した。しかし新聞事業令にもとづく1942年4月30日の第3次統合で『信濃毎日新聞』に統合され、廃刊した。

### 戦後
南信毎日新聞は終戦直後の1945年10月5日、『南信日日新聞』として週刊で復刊した。同年12月4日には隔日刊に移行し、翌1946年1月1日から日刊発行（夕刊）を開始した。同年7月30日に株式会社南信日日新聞社に転換し、東京、長野、松本、飯田、伊那、木曽福島に支社局を設置した。1967年5月5日、諏訪市高島3丁目に建設した新本社に移転し、同時に新輪転機を導入した。
1983年には現在の本社ビルが完成。同年3月24日に上伊那地方の伊那市、駒ヶ根市を対象とする『伊那日報』『駒ケ根日報』を創刊したのを皮切りに、1985年にかけてそれまでエリア外だった中南信地方の各地に、『塩尻日報』、『宮田日報』、『辰野日報』、『飯島中川日報』、『木曽日報』と、『日報』題号の地域紙を相次いで創刊した。
1985年にハマダ印刷機械製の「ニュークラウナ」オフセット輪転機と新発送ラインを導入。1987年9月1日に夕刊から朝刊に移行した。

### 長野日報への改題
1992年1月1日、『南信日日新聞』と『日報』グループ8紙を統合して題号および社名を『長野日報』に改称し、諏訪版、伊那版、塩尻版、木曽版の発行を始めた。1993年12月にはコンピューターを利用した新聞編集システム「かりん」が稼働。2000年10月、新聞社として世界初となるISO14001の認証を取得し、2001年に新しい新聞編集システムを導入した。
2005年、発行部数の低迷を理由に、塩尻版および木曽版の発行を休止し、塩尻支社および木曽支局を閉鎖した。木曽版については、塩尻版で競合関係にあった市民タイムス（松本市）が発行を事実上引き継いだ。2009年3月、本社隣接地に印刷センターが完成し、西研グラフィックス製の「西研65型」オフセット輪転機と新編集システムの使用を開始した。2010年からは読売新聞社との間で、イベント記事やおくやみ記事などを交換する編集協力を行っている。
題字のデザインは2012年から原田泰治によるものを使用。

## 題号の商標権者について
南信日日新聞社が『長野日報』に改題する直前の1991年、競合紙である信濃毎日新聞（信濃毎日新聞株式会社）は、新聞・雑誌の商標として『長野日報』（1991年10月8日出願、商願平3-121426）および『南信日日新聞』（1991年11月22日出願・商願平3-105135）をともに出願した。
『長野日報』は1994年4月28日に（第2654496号）、『南信日日新聞』は1994年2月28日に（第2624020号）信濃毎日新聞の商標として登録された。しかし登録公報の発行後も、長野日報社側の登録異議申し立ては現在に至るまでなぜか行われておらず、長野日報社は競合他社が権利を押さえている商標で新聞を発行するという異例の状態が続いている。
一方、松本市に本社を置く『市民タイムス』についても信濃毎日新聞は1995年、系列の株式会社信毎販売センターによって印刷物・写真の商標として登録を出願し、1997年8月29日に信毎販売センターの商標として登録（第4051283号）された。しかし市民タイムス側は同年11月の登録公報発行直後、即座に登録異議申し立て（平成10年異議第90089号）を行う対応を取り、特許庁は1999年1月11日、信毎販売センター側の『市民タイムス』商標のうち、印刷物の登録について取り消す決定を下している。
信濃毎日新聞は『長野日報』『南信日日新聞』の両商標について2013年に2回目の登録更新を行い、引き続き商標権を保有している一方、長野日報社は長野県飯田市の地域紙『信州日報』休刊（2013年11月30日）直後の同年12月13日、新聞・雑誌の商標として『信州日報』を出願し、2014年9月16日に登録（第5700003号）されている。

## 本社・支社局
- 本社
  - 諏訪市高島3-1323-1
- 伊那支社
  - 伊那市西春近2916-1
- 長野支社
  - 長野市岡田3-2
- 東京支社
  - 東京都中央区銀座7-5-4
- 茅野総支局
  - 茅野市本町西4-5
- 富士見支局
  - 諏訪郡富士見町落合富里10038
- 諏訪湖総局
  - 岡谷市田中町2-8-5
- 駒ヶ根支局
  - 駒ヶ根市上穂北12-3
- 辰野支局
  - 上伊那郡辰野町中央43
- 松本支局
  - 松本市城東2-2-1

## 番組表
最終面
- 地上波フルサイズ
  - NHK総合
  - NHKEテレ
  - テレビ信州
  - 長野朝日放送
  - 信越放送
  - 長野放送
  - テレ東
- 地上波ハーフサイズ
  - LCV-TV121
  - LCV-TV122
- BSハーフサイズ
  - NHK BS
  - NHK BSプレミアム4K
- BSクォーターサイズ
  - BS日テレ
  - BS朝日
  - BS-TBS
  - BSテレ東
  - BSフジ
  - WOWOWプライム

中面
- BS・CSクォーターサイズ
  - 放送大学テレビ
  - J SPORTS 1
  - J SPORTS 2
  - J SPORTS 3
  - 日本映画専門チャンネル
  - ムービープラス
  - 
女性チャンネル♪LaLaTV
  - GAORA SPORTS
  - ゴルフネットワーク
  - 時代劇専門チャンネル
  - スーパー!ドラマTV
  - キッズステーション
- ラジオハーフサイズ
  - NHKラジオ第1
  - NHKラジオ第2
  - SBCラジオ
  - NHK-FM
  - FM長野
  - LCV-FM769

## 長野日報の刊行本
- 『諏訪の名刹　臨済宗妙心寺派 』(南信日々新聞社)1981年
- 宮坂光昭:解説 折井宏光:絵『諏方大明神画詞』1998年
- 大久保善立著『小説 小松三郎左衛門 附考証鳴沢山一件』2001年ISBN 978-4931435599
- 『里山に生きて-篠原昭登画集』2003年刊行
- 篠原昭登著『里山-スケッチとその想い』(長野日報紙2002年から2004年まで連載されたスケッチと随筆を本にしたもの)2004年
- 早坂義征著『くりこしの水・小説・坂本養川の生涯』2008年ISBN 978-4861250675
- 伊藤岩廣著『平和を今こそ―諏訪鉄山と捕虜収容所ものがたり』2009年ISBN 978-4861250804